# Brit Morin
Brittany "Brit" Morin (nascida em 6 de dezembro de 1985) é uma capitalista de risco, empreendedora e tecnóloga estadunidense. Ela é cofundadora e sócia-gerente da Offline Ventures, um estúdio e fundo de risco em estágio inicial, fundadora e CEO da Brit + Co, uma empresa de mídia e educação digital com sede em São Francisco, fundadora da Selfmade, uma plataforma educacional e comunitária para mulheres empreendedoras, e fundadora da BFF, uma comunidade de acesso aberto para mulheres e pessoas não-binárias na Web3.
Brit é autora de Homemakers: A Domestic Handbook for the Digital Generation, publicado pela HarperCollins, e a partir de 2021, escreve uma coluna de consultoria empresarial, "Dear Brit", na Entrepreneur Magazine.

## Infância e educação
Brit Morin nasceu em San Antonio, no Texas, nos Estados Unidos. Ela estudou administração e comunicações na Universidade do Texas, em Austin.

## Carreira
Após a formatura, Brit Morin mudou-se para o Vale do Silício. Ela trabalhou na Apple, no iTunes, e mais tarde passou quatro anos na Google, onde ajudou a lançar projetos como Google TV, Google Maps e iGoogle, sob chefia de Marissa Mayer.

### Brit + Co
Em 2011, aos 25 anos, Brit deixou a Google para fundar a Brit + Co, um site e marca de estilo de vida voltado para mulheres, com sede em São Francisco. Em 2017, a empresa atingia 130 milhões de pessoas por mês.
A empresa levantou US$ 1,25 milhão em financiamento inicial, em abril de 2012. No ano seguinte, fechou rodadas de financiamento com US$ 6,3 milhões em financiamento da Série A, liderado pela Oak Investment Partners. Liderada pela Intel Capital, a empresa recebeu US$ 20 milhões em financiamento da Série B em 2015, permitindo-lhes fazer a primeira aquisição de um aplicativo DIY chamado Snapguide. Em 2017, foi relatado que a Brit + Co recebeu US$ 45 milhões em financiamento de capital de risco de investidores como Verizon Ventures e Marissa Mayer, e foi selecionada para o Programa Acelerador Disney.

### Empreendimentos off-line
Em 2020, Brit Morin lançou o fundo de capital de risco e estúdio Offline Ventures com Dave Morin, Nate Bosshard e James Higa, para investir e incubar empresas de tecnologia em estágio inicial que desenvolvem tecnologia de saúde.

### Selfmade
Em 2020, Brit Morin lançou o Selfmade, um mercado e comunidade baseado em assinatura para mulheres fundadoras aprenderem como iniciar e desenvolver um negócio.

### BFF
Em 2022, Brit Morin e sua colega empresária Jamie Schmidt cofundaram a BFF, uma comunidade online para educar mulheres e pessoas não-binárias na web3.

## Boards
Brit Morin fez parte do conselho de administração das Escoteiras dos EUA, e é membro do conselho da Life360 .

## Vida pessoal
Brit Morin é casada com Dave Morin, um empresário. Eles moram em Mill Valley e têm três filhos.

## Prêmios
Em 2015, ela foi listada como uma das 100 mulheres da BBC. Em 2014 ela estava na lista "30 Under 30" da Forbes - mídia, e em 2017 ela foi listada como "30 Under 30" All-Star Alum. Brit Morin também foi nomeada Inovadora Empreendedora Feminina da Glamour e estava na lista da Fortune dos 10 empreendedores mais promissores em 2015, lista de 30 com menos de 30 anos da Refinery29, Creative 100 da Adweek em 2018, 40 com menos de 40 anos da Ad Age. em 2018, "Most Influential Millennial Moms" da revista Parents e uma das American Women at 30 da revista ELLE.

## Escrita
Em 2015, Brit Morin escreveu seu primeiro livro, Homemakers: A Domestic Handbook for the Digital Generation, publicado pela HarperCollins . Em 2021 lançou a coluna bimestral de consultoria empresarial "Dear Brit" na Entrepreneur Magazine, e tornou-se membro fundador da Diretoria Executiva da Fast Company, publicando artigos no site da revista.